# Bathyraja cousseauae
Bathyraja cousseauae är en rockeart som beskrevs av Díaz de Astarloa och Mabragaña 2004. Bathyraja cousseauae ingår i släktet Bathyraja och familjen egentliga rockor. IUCN kategoriserar arten globalt som nära hotad. Inga underarter finns listade.